# پاناسونیک لومیکس دیام‌سی-ال‌زد۲
پاناسونیک لومیکس دیام‌سی-ال‌زد۲ (به انگلیسی: Panasonic Lumix DMC-LZ2) یک دوربین عکاسی ساخت شرکت پاناسونیک است.